# Biblioteca Augusta
Die Biblioteca Augusta ist eine Stadtbibliothek, die sich im Palazzo Conestabile della Staffa in der Via delle Prome im Stadtviertel Porta Sole in Perugia befindet.
Sie wurde 1582 durch die Schenkung der Privatbibliothek des portugiesischen Humanisten Prospero Podiani an die Stadt Perugia gegründet, die etwa 10.000 Bände (7.000 Werke) umfasste. 1623 wurde sie der Öffentlichkeit zugänglich gemacht und ist damit eine der ältesten öffentlichen Bibliotheken. Ein wesentlicher Bestandteil der Bibliothek ist die ehemalige Kirche Sant’Angelo della Pace in Porta Sole, die seit 2009 nach Walter Binni benannt ist.
Der bibliografische Bestand – Stand Dezember 2012 – umfasst etwa 385.319 Dokumente, 3.408 Manuskripte, 1.330 Inkunabeln und 3.771 Zeitschriften. Der Antiquarische Bestand umfasst 16.500 Ausgaben des 15. Jahrhunderts und 55.000 Ausgaben von 1600 bis 1830.
Sie ist die wichtigste Bibliothek des städtischen Bibliothekssystems von Perugia, zu dem auch die Bibliothek Biblionet im Ortsteil Ponte San Giovanni, die Bibliothek von San Matteo degli Armeni, die sich auf die Themen Frieden, Gewaltlosigkeit, Menschenrechte, interkultureller und interreligiöser Dialog spezialisiert hat, die Bibliothek von Sandro Penna im Ortsteil San Sisto, die Bibliothek von Villa Urbani und der Bibliobus, die fahrende Bibliothek, die viele Ortsteile der Gemeinde Perugia versorgt, in denen es keine Bibliotheken gibt, gehören.

## Geschichte

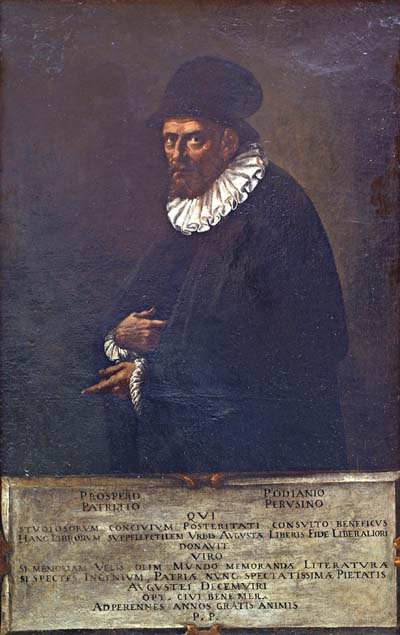
Prospero Podiani, erster Direktor der Biblioteca Augusta (1582–1615) (Stefano Amadei zugeschrieben). Öl auf Leinwand, 126 × 80 cm, ca. 1640

Die Biblioteca Augusta geht auf eine Schenkung des Humanisten und Bibliophilen Prospero Podiani zurück, der seine eigene Büchersammlung mit rund 10.000 Bänden zur Verfügung stellte. Die Schenkungsurkunde ist auf den 22. Dezember 1582 datiert, und dieses Datum markiert die offizielle Geburtsstunde der Biblioteca Augusta, die somit als eine der ältesten öffentlichen Bibliotheken Italiens gilt. Der Name erklärt sich aus der humanistischen Verwendung des Verweises auf die klassische Antike – Augusta Perusia – und aus den Beziehungen, die zwischen der öffentlichen Bibliothek und der Accademia Augusta im 18. Jahrhundert bestanden.

### Ursprung der Biblioteca Augusta: dieLibrariaPodiani
Die Biblioteca Augusta hat im Vergleich zu den meisten italienischen Bibliotheken einen einzigartigen Ursprung: Es handelt sich um eine Bibliothek, die auf die Initiative eines Privatmannes, des Perugianers Prospero Podiani, zurückgeht, dessen hartnäckige Absicht, der Stadt eine öffentliche Bibliothek zu schenken, von der Stadtverwaltung unterstützt wurde, und die als öffentliche Bibliothek konzipiert und eingerichtet wurde.
Die Stadtverwaltung von Perugia unterstützte nicht nur die Bibliothek, sondern verteidigte sie auch gegen die Bedenken des Stifters, förderte ihre Entwicklung unter Wahrung ihres säkularen und öffentlichen Charakters, legte ihre autonome Finanzierung fest und erkannte die Notwendigkeit eines offiziell ernannten und bezahlten Bibliothekars an. Der erste Standort der Bibliothek war ein an den Palazzo dei Priori angrenzendes Gebäude, das von der Familie Boncambi erworben wurde. Der erste Bibliothekar war Prospero Podiani. Nach ihm wurde Fulvio Mariottelli, Autor des 1618 in Perugia veröffentlichten Ragguaglio intorno alla libraria Podiani, das Alfredo Serrai als erste theoretische Abhandlung über die öffentliche Bibliothek bezeichnet hat, zum Bibliothekar ernannt und mit der Aufgabe betraut, den Bestand der Bibliothek zu reorganisieren und zu inventarisieren.

### Öffentliche Bibliothek im Palazzo Meniconi

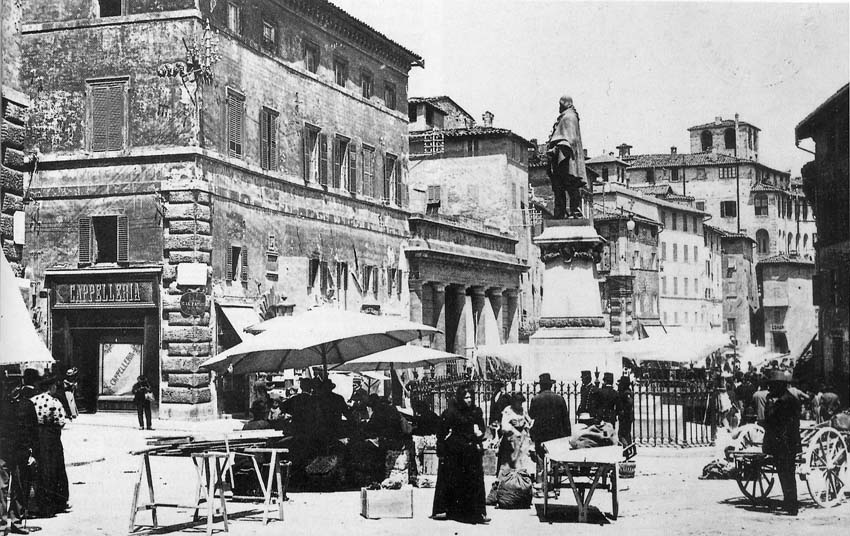
Ehemaliger Standort der Augusta-Bibliothek im Palazzo Meniconi an der Piazza del Sopramuro, der heutigen Piazza Matteotti (Archiv der Biblioteca Augusta, Foto G. Giugliarelli)

Im Jahr 1623 erhielt die Biblioteca Augusta ein neues Domizil, in dem sie mehr als zweieinhalb Jahrhunderte bleiben sollte: den Palazzo Meniconi an der Piazza del Sopramuro, gegenüber der Universität.
An diesem Ort nahm die Bibliothek ihren regulären Dienst für die Öffentlichkeit auf und 1623 ist das Jahr, das offiziell als Beginn der Aktivitäten des Instituts bezeichnet wird, woran eine am heutigen Standort erhaltene Inschrift erinnert.
Ende des 17. Jahrhunderts – Bibliothekar Giulio Cesare Barigiani – hat der Maler Giuseppe Scacioppa 60 Porträts berühmter peruginer Bürger anfertigen, um die Bibliothek zu „schmücken“. Im Laufe des 18. Jahrhunderts wurde die Bibliotheca Augusta immer mehr zu einer Institution der Stadt, die sich um die Erhaltung der Kultur kümmerte, obwohl ihre wirtschaftlichen Ressourcen sehr begrenzt und an ein festes, nicht allzu üppiges Budget gebunden waren.

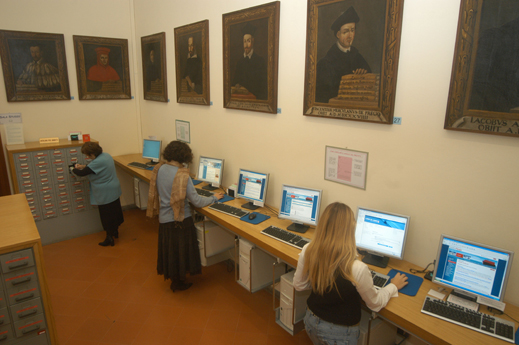
Katalograum der Bibliotheca Augusta. Zu sehen sind einige der Porträts des Malers Giuseppe Scacioppa, die der Bibliothekar Giulio Cesare Barigiani in Auftrag gegeben hatte.

1774, nach der Aufhebung der Jesuiten, übertrug Papst Clemens XIV. die Bibliothek des Jesuitenkollegs von Perugia an die Stadt. Der Bestand von beträchtlichem Umfang und hoher Qualität ging vollständig an die Bibliotheca Augusta über und hat das Problem aufgeworfen einen Platz für die Bände zu finden. Einige davon waren Duplikate und unbrauchbar und wurden zum Verkauf angeboten. Der Erlös wurde für den Kauf neuer Bücher und für andere Bibliotheksbelange verwendet.
Im Jahr 1787 erstellten Dr. Luigi Canali, Felice Santi und Francesco Cerboni Regal für Regal das Verzeichnis der Bände, ein unverzichtbares Hilfsmittel für die Erfassung der Bibliotheksbestände.
Nach Giovanni Angelo Cocchi, einem Bibliothekar, der politisch in den revolutionären Bewegungen am Ende des Jahrhunderts involviert war, begann das 19. Jahrhundert mit dem Bibliothekar Luigi Canali, der mit den Mitgliedern der Restauration verbunden war und der trotz seiner anderen Aufgaben als Professor für Physik und Chemie an der Universität und als Mitglied der provisorischen päpstlichen Verwaltung seine Aufgabe hervorragend erfüllte. Er versah die Bibliothek mit einem alphabetisch und thematisch geordneten Index der Bände und identifizierte und klassifizierte verschiedene Serien von Inkunabeln, Aldine- und Perugianischen Editionen.
Mit Adamo Rossi verfügte die Bibliothek seit 1857 über einen echten Bibliothekar, was Kultur, Kompetenz und Leidenschaft für seine Arbeit betraf. Zu den wichtigsten Erwerbungen unter seiner Leitung gehörten 1867 die von Annibale Mariotti hinterlassenen Manuskripte, die noch heute von grundlegender Bedeutung für jede dokumentarische Untersuchung und jedes Studium der lokalen Geschichte sind.

### Die Bibliothek im Palazzo dei Priori

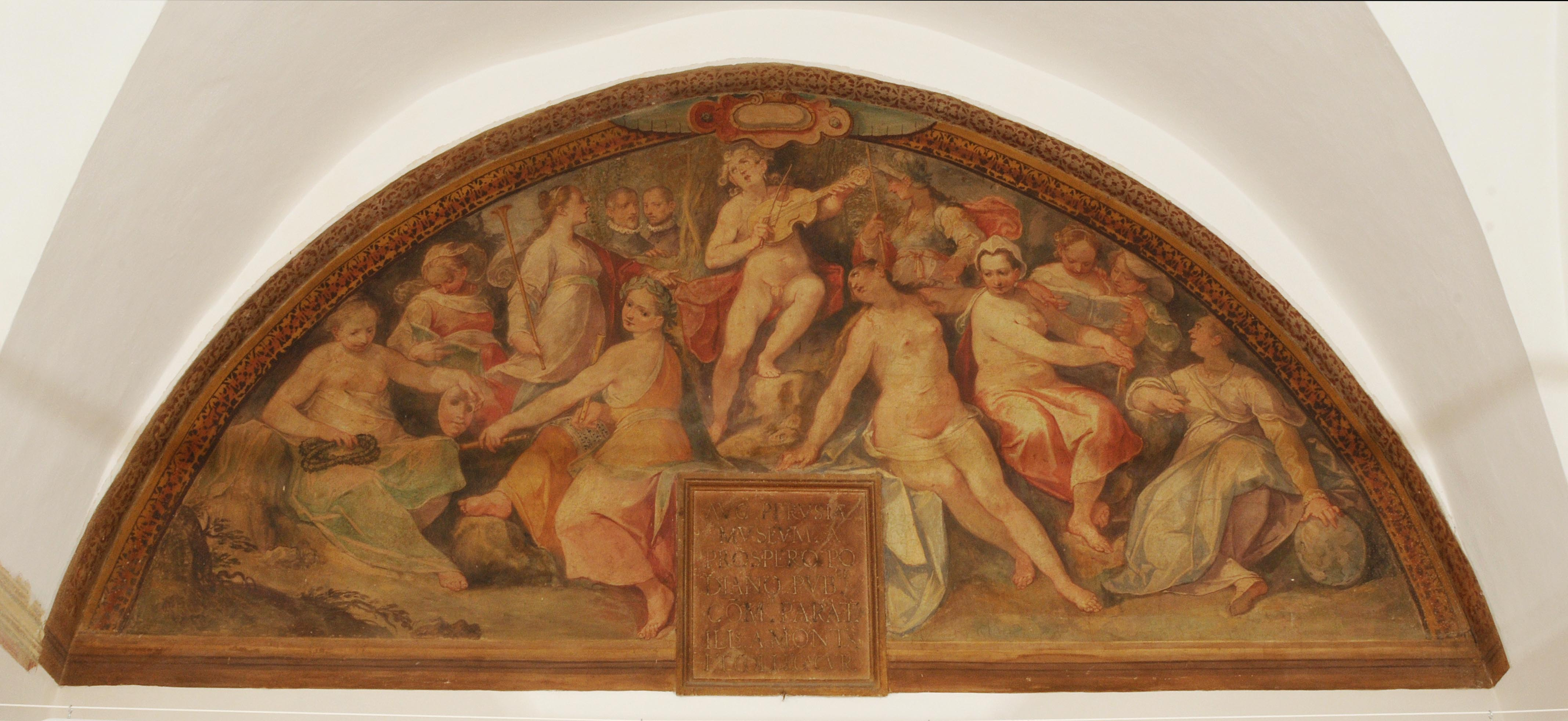
Bibliothekssaal im Palazzo dei Priori: mit Fresken verzierte Lünette mit mythologischer Darstellung von Apollo und den Musen

Ab der zweiten Hälfte des 19. Jahrhunderts stellte sich das Problem eines neuen Bibliotheksstandorts. Das Problem wurde nach der Vereinigung Italiens durch den starken Zugang aus Bibliotheken von aufgehobenen religiösen Gemeinschaften noch dringlicher. Mit diesen Bänden wurde der Bestand der Biblioteca Augusta um religiöse Bücher von großem Wert und hoher Qualität erweitert.
Aus Platzmangel wurden die Bücher provisorisch in einigen Räumen des Klosters Santa Maria Nuova aufgestapelt. Zwischen 1881 und 1893 wurde der Umzug der Bibliothek in den Palazzo dei Priori beschlossen und durchgeführt, und der Podiani-Saal, der heute zur Galleria Nazionale dell’Umbria gehört, wurde als Lesesaal mit imposanten Regalen für Tausende von Bänden genutzt.
Während des Umzuges im Jahres 1885 wurde der wertvollste illuminierte Kodex der Bibliothek, Ciceros De Officiis aus dem 15. Jahrhundert, gestohlen. Adamo Rossi wurde deshalb von seinem Posten suspendiert. Von 1890 bis 1892 erstellte der Bibliothekar Alessandro Bellucci den Katalog der Handschriften der Biblioteca Augusta für das von Giuseppe Mazzatinti herausgegebene Inventari dei manoscritti delle biblioteche d’Italia. Im Jahr 1894, als Vincenzo Ansidei Bibliothekar war, erwarb die Bibliothek die bedeutende Büchersammlung von Ariodante Fabretti.
Zwischen dem Ende des 19. und der ersten Hälfte des 20. Jahrhunderts kamen zahlreiche Sammlungen hinzu, darunter Bonci, Pompili, Rotelli, Bruschi, Marroni und Blasi, die den Bestand der Augusta mit modernen Büchern weltlicher Natur, von hohem kulturellem und wissenschaftlichem Niveau und mit wertvollen Serien von Miszellen bereicherten.
Der bibliografische Zuwachs war beeindruckend: von 24.000 Bänden im Jahr 1887 stieg die Zahl auf die von Briganti in seinem Bericht von 1928 erwähnten 100.000.
Der Diebstahls des Kodex und die Reaktion der öffentlichen Meinung machten der Verwaltung bewusst, welch wichtige Dokumente in der Bibliothek aufbewahrt wurden und welchen Wert diese Einrichtung im kulturellen Leben der Stadt erlangt hatte. Daraufhin wurden Maßnahmen ergriffen, die das Leben der Bibliothek geordneter gestalteten, die Arbeit des Bibliothekars besser kontrollierten und den Finanzbedarf für die Bibliothek wie auch für andere städtische Ämter und Dienste sicherstellten.
Von Adamo Rossi an wurde die Bibliothek mit moderneren Bibliotheksmitteln ausgestattet, indem man von Inventar-Listen zu Karteikarten überging und den externen Verleih von Büchern erlaubte, der über zweieinhalb Jahrhunderte lang verweigert worden war.
Seit 1895, mit der Gründung der Deputazione di storia patria per l’Umbria, hat die Bibliothek immer einen aktiven Beitrag zu den Studien der lokalen Geschichte und den von ihr unterstützten hochkulturellen Initiativen geleistet. Etwa achtzig Jahre lang blieb die Bibliothek im Palazzo dei Priori untergebracht, doch 1950 zwangen Probleme mit der Statik des Gebäudes, die im Westflügel untergebrachten Büchersammlungen in einen externen Lagerraum in der Kirche San Bevignate zu verlegen.

### Die Bibliothek im Palazzo Conestabile della Staffa

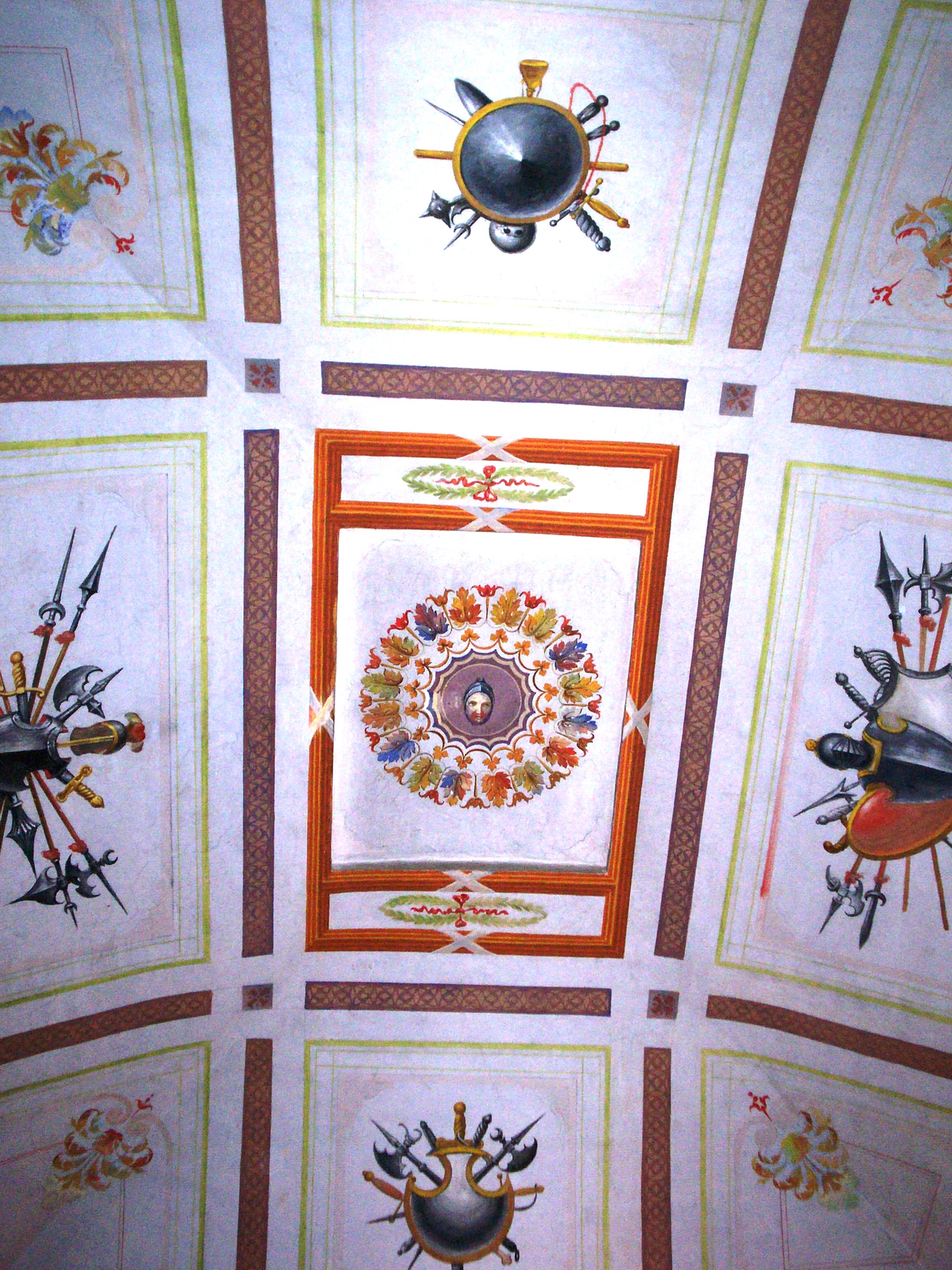
Freskengeschmückten Saal im Palazzo Conestabile Della Staffa

Im Jahr 1969 wurden die Sammlungen in den neuen Räumlichkeiten des Palazzo Conestabile della Staffa zusammengeführt.
Der von 1628 bis 1629 erbaute Palazzo hatte mehrere Besitzer, während des Risorgimento wohnte dort die Gräfin Maria Bonaparte Valentini, und er wurde Sitz eines angesehenen literarischen und wissenschaftlichen Salons.
Es wurde von der Gemeinde Perugia erworben und von den Architekten Daniele Calabi und Mario Dalla Costa renoviert und an seine neue Funktion angepasst. Im hinteren Teil des historischen Gebäudes wurde ein siebenstöckiges, turmförmiges Buchlager errichtet, das den Raumbedarf der Bibliothek für mindestens dreißig Jahre decken sollte. Der große Lesesaal wurde nach Giancarlo Conestabile della Staffa benannt, als Hommage an das berühmteste Mitglied der letzten Eigentümerfamilie.

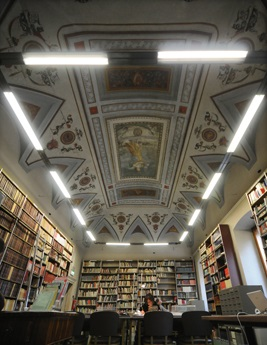
Lesesaal der Biblioteca Augusta

Unter anderem wurden hier wichtige Sammlungen von Presidio militare, Morini, Cecchini, Silvestri, Gurrieri, Pizzoni, Guardabassi, Binni, Schott und Lipinsky erworben.
Seit 1939 erfüllt die Bibliothek ihre Aufgabe als Aufbewahrungsort für die Pflichtexemplare der gedruckten Bücher der Provinz Perugia. Aufgrund des Umfangs ihrer Sammlungen ist sie die wichtigste Bibliothek in der Region, und ihre alten Sammlungen machen sie zu einem nationalen und internationalen Forschungsinstitut. Die Bibliothek hat sich an die modernsten Bibliotheksprinzipien angepasst und ist von Karteikarten im internationalen Format zu Sbn-Online-Katalogen übergegangen. Sie arbeitet mit EDIT 16 für die nationale Zählung der italienischen Ausgaben des 16. Jahrhunderts zusammen und hat in ihrer digitalen Bibliothek historische Zeitungen, Manuskripte und gedruckte Bücher, die unersetzliche Quellen der lokalen Geschichte enthalten, reproduziert und online veröffentlicht, um sie allen interessierten Wissenschaftlern zugänglich zu machen.

### Direktoren
Die Chronologie der Direktoren ist wichtig, da viele von ihnen einen wichtigen Platz im kulturellen Leben von Perugia einnahmen:
- Prospero Podiani † (1582–1615)
- Fulvio Mariottelli † (1617–1620)
- Lodovico Aureli † (1620–1634)
- Lodovico Alberti † (1634–1638)
- Bonifacio Saccucci † (1638–1642)
- Gaspare Ballottoli † (1642–1666)
- Giulio Cesare Barigiani † (1666–1708)
- Giovanni Angelo Guidarelli † (1708–1717)
- Pietro Paolo Cristiani † (1717–1737)
- Giacinto Grazi † (1737–1764)
- Giovanni Cerboni † (1764–1786)
- Giovanni Angelo Cocchi † (1787–1803)
- Luigi Canali † (1803–1835)
- Carmelo Pascucci † Stellvertreter (1835–1841), Leiter (1841–1843)
- Giovanni Battista Vermiglioli † (1843)
- Cesare Massari † (1843–1857)
- Dario Rossini † (1857)
- Adamo Rossi † (1857–1885)
- Francesco Guardabassi † (1886–1887)
- Alessandro Bellucci † (1887–1891)
- Vincenzo Ansidei † (1891–1922)
- Francesco Briganti † (1922–1935)
- Giovanni Cecchini † (1935–1959)
- Olga Marinelli Marcacci † (1960–1974)
- Mario Roncetti † (1974–1994)
- Maria Pecugi Fop (1994–2000)
- Claudia Parmeggiani (2001–2007)
- Maurizio Tarantino (2008–2014)[10][11]

## Buch- und Dokumentenbestand
Neben den überwiegend religiösen Sammlungen, die nach der Aufhebung der religiösen Gemeinschaften nach der Vereinigung Italiens übernommen wurden, gibt es Nachlässe und Schenkungen von Bibliotheken berühmter Persönlichkeiten, die das weltliche und das Risorgimento, das liberale und das positive Denken zum Ausdruck brachten und den Gesamtcharakter der Sammlungen verstärkten.
Im Dezember 2012 umfasste der bibliografische Bestand rund 385.319 Dokumente, 3.408 Handschriften, 1.330 Inkunabeln und 3.771 Zeitschriften. Der Antiquarische Bestand umfasst 16.500 Stück aus dem 15. Jahrhundert und 55.000 Ausgaben von 1600 bis 1830.
Der bibliografische Aufbau richtet sich nach den Merkmalen der Bestände: Geisteswissenschaften, Belletristik und Sachliteratur, Lokales, antikes Material, Handschriften und Inkunabeln.
Zu den spezialisierten modernen Sammlungen gehören: Fondo militare, Fondo Silvestri, Fondo Pizzoni, Fondo Binni, Fondo Lipinsky, biobibliografische, bibliotheks- und druckgeschichtliche Sammlungen, Drucke und Fotografien, aktuelle und historische Zeitschriften und Zeitungen.
Die Kontinuität der Sammlungen ist eine Voraussetzung für Neuanschaffungen und für die Annahme von Schenkungen, die viele berühmte Persönlichkeiten aus der Kultur der Bibliothek machen.
Die Erweiterung und Aktualisierung der gesamten Dokumentation über Umbrien im Allgemeinen, die Provinz Perugia und Perugia im Besonderen ist eines der Hauptziele der Bibliothek.
Die Biblioteca Augusta arbeitet als Hinterlegungsstelle bei der Einrichtung und Verwaltung des Regionalarchivs der umbrischen Verlagsproduktion für die Provinz Perugia gemäß dem Gesetz Nr. 106 von 2004 und der Verordnung Nr. 252 von 2006 über die gesetzliche Hinterlegung von Dokumenten von kulturellem Interesse, die für den öffentlichen Gebrauch bestimmt sind, mit.
Aufgrund ihrer antiken Sammlungen, für die in ihrer Satzung festgelegten Zwecke und als Aufbewahrungsort von Pflichtexemplaren gemäß den geltenden Vorschriften, ist sie eine konservatorische Bibliothek, erfüllt aber auch die Rolle der öffentlichen Lesebibliothek der Stadt.
Seit dem 20. Jahrhundert hat sich der bibliografische Bestand der Bibliothek in zwei Richtungen entwickelt: als Studien- und Forschungsbibliothek in Verbindung mit der Universität und den nationalen und internationalen Kulturinstituten und als öffentliche Lesebibliothek, die auf neue Entwicklungen, aktuelle Ereignisse und die Wünsche ihrer Benutzer achtet, um für alle Bürger geeignete Dienstleistungen anzubieten.

### Manuskripte

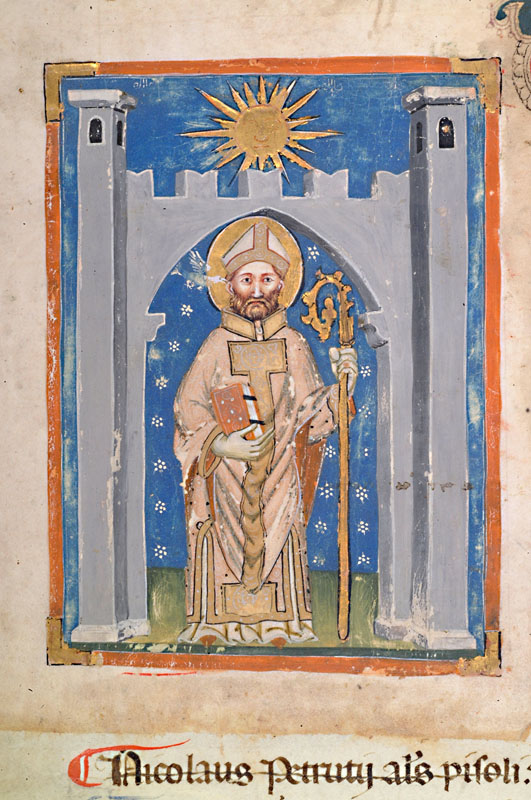
Wappen Porta Sole, Manuskript von 956

Die Bibliotheca Augusta besitzt etwa 3.400 Manuskripte, die in einer einzigen, nicht homogenen Sammlung zusammengefasst sind. Sie geht auf eine Schenkung von Prospero Podiani zurück, einem Humanisten, der Handschriften aus verschiedenen Epochen und unterschiedlicher Herkunft sammelte, um seinen vielfältigen Interessen nachzugehen. Zu diesem ursprünglichen Kern gesellten sich im 17. und 18. Jahrhundert die Schriften und Bücher lokaler Gelehrter wie Cesare Crispolti, Ottavio Lancillotti, Marco Antonio Bonciari und Cesare Alessi.
Die größten Zuwächse gab es aus den Bibliotheken der aufgelösten perugianischen Orden. Mit der Bibliothek des Benediktinerklosters San Pietro erhielt die Augusta auch die lateinischen und griechischen Handschriften von Francesco Maturanzio, die er dem Kloster testamentarisch vermacht hatte. Aus dem Kloster San Domenico kamen die Manuskripte von Leonardo Mansueti, der ab 1474 General des Ordens war und eine persönliche Bibliothek mit mehr als 500 Bänden gesammelt hatte. Ebenfalls aus San Domenico stammt eine Sammlung von 21 reich illuminierten Chorbüchern, darunter zwei liturgische Serien, eine vom Ende des 13. Jahrhunderts, die andere vom Anfang des folgenden Jahrhunderts. Diese Erwerbungen wurden undifferenziert in die Handschriftensammlung aufgenommen, so dass ihre Herkunft nur aus den Besitzvermerken oder aus den antiken Aufstellungen, sofern vorhanden, erkennbar ist. Zu diesen Manuskripten, die von gut organisierten Kloster- und Klosterbibliotheken zeugen, gesellten sich weitere Manuskriptsammlungen von Intellektuellen aus Perugia.
1867 erwarb die Stadtverwaltung von Perugia die Handschriftenbibliothek von Annibale Mariotti, einem 1801 verstorbenen portugiesischen Arzt, Historiker und Literaten, die ebenfalls reich an Aufzeichnungen, seinen Werken und Originaldokumenten zur Geschichte der Stadt war. Unter diesen Schriften sind die 11 Bände der von Mariotti und Giuseppe Belforti verfassten Storia civile ed ecclesiastica della città e del territorio di Perugia (Zivil- und Kirchengeschichte der Stadt und des Gebiets von Perugia) von großer Bedeutung, in denen historische Informationen, die aus der direkten Durchsicht von Dokumenten stammen, sowie die Besichtigung von Palästen und Kirchen, auch in den entlegensten Dörfern und Orten auf dem Land von Perugia, enthalten sind.
Weitere wichtige Dokumente, die in die Bibliothek gelangten, waren die Papiere von Mariano Guardabassi, darunter eine interessante Reihe von Notizbüchern, in denen er alles notierte und skizzierte, was an den verschiedenen Orten Umbriens von historischem, künstlerischem und archäologischem Wert war (einschließlich die von ihm besuchte Sabina Reatina): Fresken, Gemälde, Kirchen, Paläste, Inschriften, Materialien und archäologische Stätten...
Dieses Material bildete die Grundlage für seinen Index von 1872.
Ebenfalls erworben wurden die Karten der Commissione artistica per l’Umbria, die Guardabassi 1866 als Verantwortlicher für die Inspektion der aufgelösten Ordensgemeinschaften im Hinblick auf den Erwerb ihrer Kunstschätze herausgegeben hatte, Karten, die alle aus den Kirchen der Stadt und der Region beschlagnahmten Objekte detailliert beschreiben.
Ende des Jahrhunderts gelangte die Bibliothek von Ariodante Fabretti in den Besitz der Augusta, die reich an autographen Manuskripten seines Vaters Giuseppe Fabretti, einem Geschichtsgelehrten, und von Ariodante, einem Historiker und Archäologen, war. Es ist auch ein reicher Briefwechsel von den oben genannten Persönlichkeiten erhalten geblieben.
Eine weitere Sammlung von großer Bedeutung, die durch Schenkungen und Ankäufe erworben wurde, sind die Dokumente über die Künste der Stadt, eine grundlegende historische Aufzeichnung des wirtschaftlichen Lebens der Stadt vom 13. bis zum 19. Jahrhundert. Der größte Teil der Register und Papiere ging an das Stadtarchiv, das heute im Archivio di Stato untergebracht ist, während die Manuskripte mit Statuten und Matrikeln der Biblioteca Augusta überlassen wurden, da sie die übliche Form von Miniaturen aufweisen, auch wenn sie einen rein administrativen Inhalt haben.
Die Bibliothek bewahrt die komplette Abfolge der alten Bestandsverzeichnisse auf, vom ersten von 1620–1634 (Inv. Aureli) bis zu jenem von 1843–1846 (Inv. Rossini), in dem auch die Handschriften, sofern sie noch vorhanden sind, durch ihren alten Standort identifizierbar sind. Ebenfalls im Besitz sind die Kataloge der Jesuiten- und der Observantenbibliothek des Klosters Monteripido aus dem 18. Jahrhundert, die beide sehr gut erhalten sind.
Ein Teil der Handschriften der Augusta, d. h. die ersten ca. 1.500 Einheiten, ist im fünften Band der Reihe Inventari dei manoscritti delle Biblioteche d’Italia beschrieben, der 1895 veröffentlicht und von Alessandro Bellucci herausgegeben wurde. Der Rest der Bestände wurde hingegen nur in maschinengeschriebenen Inventaren beschrieben, die in der Bibliothek aufbewahrt und im 20. Jahrhundert von den Bibliothekaren der Augusta zusammengestellt wurden, allen voran von Francesco Briganti, der diesen Teil der Sammlung in den 1920er und 1930er Jahren ordnete.
Die Bibliothek hat mit der Katalogisierung der gesamten Sammlung nach den nationalen Standards des Istituto centrale per il catalogo unico delle biblioteche italiane e per le informazioni bibliografiche begonnen. Dabei wird Manus online verwendet, über das Beschreibungen zur sofortigen Abfrage eingegeben werden können. So sind unter anderem die Beschreibungen der Carte Mariotti, der Fabretti-Bibliothek, der Choräle von San Domenico, der Matricole delle Arti und die Beschreibung der Commissione artistica per l’Umbria (Guardabassi Karten) online abrufbar.
Die illuminierten Handschriften, die von größtem Wert und besonderem Interesse für die lokale Geschichte sind, können auch in ihrer Gesamtheit in der Digitalen Bibliothek der Augusta eingesehen werden.

### Historische gedruckte Bücher
Die Augusta besitzt einen beachtlichen Bestand an antiken Druckwerken, etwa 70.000 Bände, der durch Schenkungen, Ankäufe und Abtretungen aus dem ursprünglichen Fundus von Prospero Podiani kontinuierlich gewachsen ist. Diese Sammlung macht die Augusta aufgrund der Qualität und Quantität des Materials sowie der historischen und kulturellen Veränderungen, die zu ihrer Zusammenstellung geführt haben, zur wichtigsten historischen und konservatorischen Bibliothek in Umbrien.

#### Inkunabeln
Die Inkunabelsammlung umfasst etwa 1.330 Objekte. Der erste Grundstock, bestehend aus etwa sechzig Stücken, gehörte zur persönlichen Bibliothek des bibliophilen Prospero Podiani, der sie zusammen mit Manuskripten und Handschriften des 16. Jh. der Gemeinde Perugia schenkte. Später kamen neben Inkunabeln ungewisser oder unbekannter Herkunft, vor allem Bände nach der Aufhebung der religiösen Ordensgemeinschaften, in die Bibliothek.
Nämlich:
- Zum Kloster San Pietro gehörte eine Sammlung griechischer und lateinischer Klassiker, die der perugianische Humanist Francesco Maturanzio während seines Aufenthalts in Griechenland erworben und testamentarisch der Klosterbibliothek vermacht hatte.
- Aus dem Kloster San Domenico stammen die Inkunabeln, die dem Meister der Theologie, Pater Leonardo Mansueti, wie aus handschriftlichen Anmerkungen und Stempeln hervorgeht, gehörten.
- Aus dem Franziskanerkloster von Monteripido stammt eine beträchtliche Anzahl von Exemplaren, hauptsächlich juristischen Inhalts

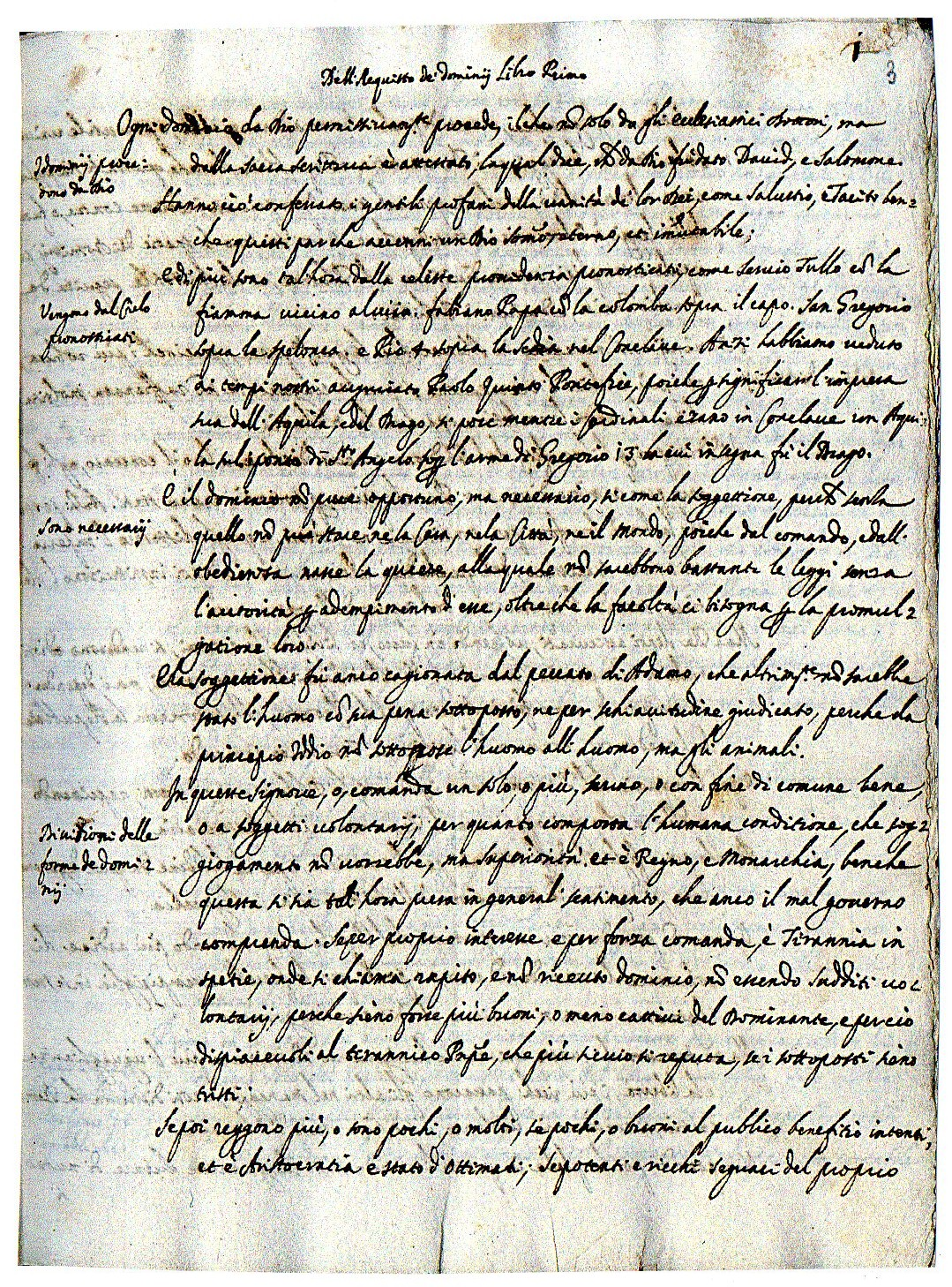
Erste Seite des Il Giardino de’ Prencipi, von Scipione Tolomei

Die Sammlungen sind insgesamt reich an interessanten und wertvollen Elementen und inhaltlich sehr vielfältig, denn sie vereinen verschiedene Gattungen, von der Literatur bis zur Religion, von der Philosophie bis zum Recht und zur Wissenschaft. Die Texte stammen von Dante und Petrarca, Cicero, Aristoteles und Boethius, Scotus, Thomas von Aquin und Ptolemäus, um nur einige Autoren zu nennen, die Zeugen der humanistischen Kultur der damaligen Zeit sind.
Vor allem für die Lokalgeschichte wichtig sind die vierundzwanzig in Perugia gedruckten Exemplare, ein Exemplar wurde in Trevi gedruckt. Auf Betreiben von Braccio Baglioni, dem Vertreter der einflussreichsten Familie der Stadt, wurde 1471 der Buchdruck in Perugia eingeführt; der erste Vertrag wurde am 26. April unterzeichnet. In der Stadt gab es 16 Druckereien.
Wir verweisen auf Johannes Vydenast und Stephanus Arndes, die berühmtesten und aktivsten unter den Buchdruckern, die aus Deutschland kamen, um in Perugia die Kunst des Buchdrucks auszuüben.
Es ist kein Zufall, dass diese Drucker religiösen und humanistischen Exemplaren vor allem Bücher zu juristischen Themen druckten, Werke berühmter Juraprofessoren der alten und angesehenen Universität von Perugia, wie Bartolus de Saxoferrato, Baldus de Ubaldis und Benedetto de’ Benedetti.
Ein weiteres interessantes Merkmal der lokalen gedruckten Inkunabeln ist das Vorhandensein einiger Detaile, die nicht nur für die Rückverfolgung der Geschichte des Exemplars, sondern auch der Stadt und der mit ihr verbundenen prominenten Personen nützlich sind. Zu erwähnen sind die zahlreichen handschriftlichen Anmerkungen, Besitzvermerke, Provenienzstempel und illustrierten heraldischen Wappen, die auf die Auftraggeber hinweisen. Wegen ihrer dekorativen Pracht, geschmückt mit erstaunlichen Miniaturen, sind zweiunddreißig Exemplare Selten und von großen Wert.
Die repräsentativsten Miniaturschulen aus dem römischen, umbrischen und venezianischen Raum sind vertreten. Unter den illustrierten Exemplaren verdient die Bibel von Monteripido in der seltenen zweiten Ausgabe vom Oktober 1471 des Druckers Adam de Ambergau mit einer Darstellung der Schöpfungstage eine Erwähnung.
Eine kostbare Inkunabel, ebenso wertvoll wie die Bibel, ist De civitate Dei von Hl. Augustinus (Venedig, 1470), unbekannter Herkunft, auf Pergament, mit illustrierten Titelblatt und Initialen.
Der Tractatus maleficiorum von Angelus de Gambilionibus (Rom, 1472) und Justinians Institutiones (Rom, 1473), beide aus dem Kloster San Domenico, sind eine Rarität, da sie die einzigen bekannten Exemplare sind.
Bemerkenswert ist auch die Inkunabel Vitae Parallelae von Plutarch (Venedig, 1478), gedruckt in der Druckerei von Nicolas Jenson, einem bedeutenden, in Italien tätigen nichtdeutschen Drucker. Von ihm stammt auch die erste Ausgabe der lateinischen Bibel, die 1476 in Venedig gedruckt wurde.
Zu den Inkunabeln der Augusta gehört die Hypnerotomachia Poliphili, ein etwas rätselhaftes Werk, das von Aldus Manutius im Jahr 1499 veröffentlicht wurde und über hundert Holzschnitte enthält. Von Bedeutung ist auch die erste Ausgabe (1494) der Summa de arithmetica des Franziskaner-Mathematikers Luca Pacioli, der ersten gedruckten Abhandlung über Arithmetik und Algebra.

#### Bücher von 1501 bis 1830
Die antiken Drucke im Besitz der Biblioteca Augusta bilden keine eigene Sammlung, sondern befinden sich in verschiedenen Sammlungen und Abteilungen, die nach Formaten in verschiedenen Depots untergebracht sind, die im Laufe der Zeit aufgebaut wurden und auf jeden Fall vor der aktuellen chronologischen Einteilung der antiken Bücher (1501–1830) entstanden sind.
Zu diesen Sammlungen gehören vor allem der Fondo Antico und die Sammlung Edizioni Aldine sowie eine Reihe von Büchersammlungen, die mit Privatbibliotheken identifiziert werden können, die ihre ursprüngliche Identität und Einheit bewahrt haben. Dazu gehören der Fondo Fabretti, der Fondo Pompili, der Fondo Bonci, der Fondo Morini und der Fondo Bruschi. Die übrigen Bände vor 1830 umfassen insgesamt etwa 6.500 Stück und werden im gleichen Schema wie die modernen Bücher aufbewahrt.

### Periodika
Die Biblioteca Augusta besitzt etwa 3.800 italienische und ausländische Zeitschriften, von denen 536 aktuell sind. Die Zeitschriften gehören hauptsächlich dem kulturgeschichtlichen Bereich an: Literatur, Kunst, Soziologie, Geistesgeschichte, Politik, Wirtschaft, Religion, Bibliologie, institutionelle Fachzeitschriften. Besondere Aufmerksamkeit wird der lokalen Presse gewidmet, auch auf der Grundlage der gesetzlichen Hinterlegungsvorschriften.

### Andere Produkte

#### Drucke
Die Graphiksammlung besteht aus fast 30.000 Stücken, die einen zeitlichen Bogen vom 16. bis zum 20. Jahrhundert spannen. Die Dokumente sind nach Themen gegliedert – insbesondere die Abschnitte Perugia, Umbrien, Umbrische Städte – und haben parallel zum Bestand an Atlanten und choreographischen Sammlungen stets zur lokalen historisch-ikonographischen Forschung beigetragen. Andere Bereiche befassen sich mit religiösen Themen, Architektur, Porträts und Darstellungen berühmter Personen. In der Abteilung Perugia finden wir Pläne – wie den landschaftlichen Plan von Eusebi (1602), der später durch Nachdrucke verbreitet wurde – Reproduktionen von Gemälden und Skulpturen.
Unter den Stichen, die unter Stampe Umbria aufbewahrt werden, befindet sich eine gebundene Sammlung von Landschaftsansichten zwischen Umbrien und Latium des Römers Carlo Labruzzi, der zu Beginn des 19. Jahrhunderts in Perugia tätig war. Als wertvolles Beispiel der Graphischen Sammlung kann die große Italienkarte (1676) in 12 Blättern von Matteo Greuter, Stecher prestigeträchtiger Blätter und zahlreicher Werke des Lincee, gelten. Das Werk gibt – mit Abweichungen in den Überschriften – die frühere Ausgabe von 1647 wieder, von der nur ein Exemplar bekannt ist, das von einem Mailänder Kulturinstitut erworben wurde.

#### Mikrofilme und digitalisierte Werke
Zur Bestandserhaltung hat die Biblioteca Augusta vor Jahren ein Mikroverfilmungs- und Digitalisierungsprogramm gestartet. Zahlreiche Manuskripte, Inkunabeln und seltene Zeitschriften wurden mikroverfilmt. Seit 1998 hat die Bibliothek ein digitales Labor eingerichtet und mit dem Aufbau eines digitalen Archivs begonnen. Zu den digitalen Reproduktionen gehören die komplette Sammlung der Matricole delle Arti della città di Perugia und die der Musikhandschriften, darunter die Choräle der Basilika San Domenico, sowie eine umfangreiche Sammlung lokaler Zeitschriften aus dem 18. bis zum frühen 20. Jahrhundert.

#### Archivbestände
Die Bibliothek verfügt über Archive und Dokumentensammlungen, die sie durch Schenkungen oder testamentarische Vermächtnisse erhalten hat. Dazu gehören:
- Archive – Sammlung „RIS.“ und „Museo Storico del Risorgimento Umbro“ (mit Unterlagen über die Römische Republik von 1849 und das Risorgimento. Chronologische Daten von 1820–1903, bestehend aus 13 Ordnern). Das Archiv mit dem Namen RIS (Akronym für Risorgimento) ist eine Sammlung von Dokumenten aus verschiedenen privaten und öffentlichen Archiven, die vom Nationalen Komitee für die Geschichte des italienischen Risorgimento mit dem Ziel zusammengetragen wurden, auch in Perugia ein Museum einzurichten, in dem verschiedene Gegenstände, Dokumente und Erinnerungsstücke zur Erinnerung an die Geschichte des umbrischen Risorgimento aufbewahrt werden können und als Zeugnis dafür dienen. Das Historische Museum des umbrischen Risorgimento wurde im Juni 1909 anlässlich des 50. Jahrestages der Massaker von Perugia offiziell eröffnet. Ursprünglich in der Universität untergebracht, wurde es dann in die Räumlichkeiten der Bibliothek verlegt, die sich bis 1936 im Palazzo dei Priori befand, als das Museum für den Bau eines neuen Lesesaals abgerissen wurde, was wahrscheinlich zur Zerstreuung des dokumentarischen und künstlerischen Materials geführt hat. Die Archivbestände werden vollständig neu geordnet und inventarisiert. Bemerkenswert für ihren beträchtlichen historischen Wert sind die Dokumente RIS-1, das Originalmanuskript der Verfassung der Römischen Republik von 1849 mit den eigenhändigen Unterschriften der Abgeordneten der verfassungsgebenden Versammlung, das nach dem Untergang der Republik von Giovanni Pennacchi aus Bettona aufbewahrt und nach seinem Tod 1883 in der Bibliothek hinterlegt wurde, sowie das Stück mit der Bezeichnung RIS-2, die der Korrespondenz der provisorischen Regierung von Perugia vom 14. Juni bis 20. Juni 1859 entspricht, die von Zeffirino Faina in Sicherheit gebracht wurde und Teil des Privatarchivs von Ariodante Fabretti ist.[17]
- Familienarchiv Manzoni Ansidei. Chronologische Daten 1860–1910, Konsistenz ca. 188 Einheiten in 18 Ordnern. Von der Bibliothek 1995 erworben. Von dem dokumentarischen Material der Mitglieder der Familie Manzoni Ansidei, das zum Teil im Staatsarchiv von Perugia aufbewahrt wird, gibt es noch Spuren in der Stadtbibliothek von Lugo und im Archiv Seganti. Der Teil des Archivs, der sich in Augusta befindet, besteht aus 2.535 Briefen und 804 Dokumenten administrativer, gerichtlicher und patrimonialer Art, die in 188 Akten gesammelt sind. Außerdem gibt es Verträge, historische Notizen, Rezepte, Erinnerungsstücke und Visitenkarten. Unter den Absendern einiger der Briefe befinden sich berühmte Persönlichkeiten des perugianischen Bürgertums und Adels, darunter Giovanni Pennacchi, Isabella Danzetta Faina, Argentina Oddi Baglioni, Marco Oddi Baglioni, Cecilia Pucci Boncambi, Marietta Veglia Fiumi und Vittoria Aganoor. Kürzlich wurde ein Inventar mit einem präzisen Namensverzeichnis erstellt, das eine einfachere und gründlichere Recherche ermöglicht.[18]
- Alinda Bonacci Brunamonti Archiv. Chronologische Daten 1850–1903, 16 Ordner. 1990 von der Region Umbrien von einem privaten Antiquar erworben und der Bibliotheca Augusta als Leihgabe zur Verfügung gestellt. Aufgrund der inhaltlichen Ähnlichkeit wurde es neben die Miszellen der Schriften und Notizen des Schriftstellers gestellt, die das Augusta in der ersten Hälfte der 1970er Jahre erwarb (mss. 3301–3302). Die Sammlung besteht aus Korrespondenz (ca. 800 Briefe und Dokumente), veröffentlichten und unveröffentlichten Schriften (Autographen, Entwürfe, verschiedene Werkausgaben, Kritikermeinungen usw.) und zwei Alben mit Zeichnungen von Flora Umbra. Das Archiv wurde neu geordnet und inventarisiert.[19][20]
- Archiv mit unveröffentlichten Werken von Luigi Clementi. Chronologisch ca. 1970 – ca. 1993, 40 Ordner. Es handelt sich um unveröffentlichte maschingeschriebener Texte zu ethischen, philosophischen und religiösen Themen, aber auch um autobiografische Schriften, Gedichte, Briefe und Tagebücher. Die archivarische Bearbeitung hat es zweifellos ermöglicht, in Umschlägen und Ordnern ein Material zusammenzufassen und zu Ordnen, das einer bibliografischen Katalogisierung nur schwer zugänglich gewesen wäre.[21]
- Teresa Sensi Archiv. Chronologie Ende 19. Jahrhundert bis Mitte 20. Jahrhundert, 4 Ordner. Teresa Sensi (* Assisi 1899; † Venedig 1995) ist als erste umbrische Journalistin und Ehefrau des berühmten venezianischen Malers Carlo Dalla Zorza bekannt. Es handelt sich um eine kleine Sammlung, die 1996 in die Bibliothek kam. Bei dem Archiv handelt es sich höchstwahrscheinlich um den fehlenden Teil des Carlo Dalla Zorza-Teresa Sensi-Bestandes, der im Historischen Archiv der Universität Ca’ Foscari in Venedig aufbewahrt wird.
- Teatro Morlacchi Archiv. Chronologie 1778-ca. 1940, 40 Orner. Es wurde bis 1972 in den Räumlichkeiten des Theaters aufbewahrt und dann in der Biblioteca Augusta hinterlegt, die es den zahlreichen Benutzern zur Verfügung stellte, die die Geschichte des Theaters, aber auch das soziale und kulturelle Leben Perugias von 1778 bis in die 1940er Jahre studierten.[22]
- Archiv der Biblioteca Augusta. Chronologische Hinweise 1861–1995, 452 Einheiten, 272 Ordner, Regg. 117, 63 Akten. Es ist als Teil des allgemeineren Archivs der Gemeinde Perugia zu betrachten, das im Staatsarchiv von Perugia aufbewahrt wird. Die historischen und deponierten Dokumente werden mit den im Staatsarchiv oder im Depositenarchiv der Gemeinde Perugia aufbewahrten Dokumenten zusammengeführt. Es ist Teil einer umfangreicheren Dokumentation, die von 1861 bis in die Gegenwart reicht. Die Dokumentation ist lückenhaft, nicht weil sie verloren gegangen ist, sondern einfach, weil der Rest verstreut liegt. Die in der Bibliothek aufbewahrten Dokumente sind diejenigen, die aus einem unbekannten Grund für den Direktor und/oder das Verwaltungssekretariat und/oder die Tätigkeit, intern von Interesse waren. Die Dokumente wurden 1996 gesichtet.[23]
- Sammlung Virgilio Blasi (siehe den Abschnitt über dieselbe Büchersammlung).
- Archiv und Bestand Canzio Pizzoni (siehe den Abschnitt über dieselbe Büchersammlung).
- Archiv und Bestand Rolf Schott (siehe den Abschnitt über dieselbe Büchersammlung).
- Archiv und Bestand Adolfo Morini (siehe den Abschnitt über dieselbe Büchersammlung).
- Archiv und Bestand Giovanni Cecchini (siehe den Abschnitt über dieselbe Büchersammlung).

## Buchbestände der Biblioteca Augusta

### Fondo Antico
Rund 40.000 Bände, geordnet nach Formaten, werden im Antiquariatsbestand aufbewahrt. Davon sind über 16.000 aus dem 15. Jh., etwa 8.000 aus dem 17. und etwa 16.000 aus dem 18. Jahrhundert. Seit etwa zehn Jahren wird an der computergestützten Katalogisierung des gesamten Bestandes in SBN (National Library Service) gearbeitet. Nach Abschluss der Arbeiten wird es möglich sein, die Gesamtzahl und den prozentualen Anteil der verschiedenen Bucharten besser zu bestimmen.
Die Sammlung umfasst die Bücher der ursprünglichen Sammlung von Prospero Podiani, mit Ausnahme der Abgänge, die 1616 zugunsten der Vatikanischen Bibliothek getätigt wurden, sowie der späteren Erwerbungen aufgrund der Beschlagnahmung der alten Klosterbibliotheken nach der Aufhebung der lokalen religiösen Gemeinschaften, der Ankäufe antiker Bücher durch die Stadtverwaltung von Perugia und der Schenkungen an die Bibliothek durch einzelne Bürger oder Institutionen. Ein Überblick über den Umfang der ursprünglichen Podiani-Sammlung ergibt sich aus dem Inventar des damaligen Bibliothekars Fulvio Mariottelli aus dem Jahr 1617, in dem mehr als 7.000 Werke aufgeführt sind. Im Laufe der Jahrhunderte wurde der Bestand durch Privatbibliotheken erweitert, die von berühmten Persönlichkeiten und Familien der Stadt gestiftet oder gekauft wurden und zu denen manchmal auch Handschriften und archivarisches Dokumentationsmaterial gehörten. Ein weiterer bedeutender Teil des Fondo Antico besteht aus den Büchersammlungen der ehemaligen Klosterbibliotheken der aufgehobenen Orden im 18. und 19. Jahrhundert.
Im Jahr 1773 wurde die Gesellschaft Jesu auf Anordnung von Papst Clemens XIV. aufgelöst, und 1780 wurde die Bibliothek des Ordenskonvents von Perugia der Stadtverwaltung von Perugia übergeben. Es handelt sich um die einzige Bibliothek einer aufgelösten religiösen Körperschaft, die vollständig in die städtischen Sammlungen übernommen wurde. Sie umfasst vor allem Werke zur Theologie, Philosophie, Patristik, heiligen und profanen Redekunst, Askese, Medizin und Naturwissenschaften.
In der napoleonischen Ära kam es zu einer weiteren, wenn auch vorübergehenden Aufhebung der Orden. 1810 flossen wertvolle Sammlungen von Kloster- und Ordensbibliotheken in die Biblioteca Augusta, die nach dem Ende des napoleonischen Regimes mit Verlusten an ihre ursprünglichen Standorte zurückgegeben wurden.
In der Zeit unmittelbar nach der Vereinigung des italienischen Staates, ab 1866, wurden zahlreiche Bibliotheken kirchlicher Einrichtungen endgültig aufgelöst. Die Aufhebung der Orden und die damit verbundene Auflösung ihrer Bibliotheken führte zu einem erheblichen Zuwachs der antiken Bestände der Augusta, in denen die Sammlungen nicht nur der Klöster der Stadt, sondern auch anderer religiöser Institute im Umland weitgehend zusammenflossen.
Die wichtigsten religiösen Bibliotheksbestände der Stadt:
- Bibliothek des Konvent der Franziskaner von Monteripido
- Bibliothek des Benediktinerklosters von S. Pietro
- Bibliothek von S. Maria Nuova (Serviten)
- Bibliothek des Klosters von S. Giovanni Battista
- Bibliothek der Klosters von S. Domenico
- Bibliothek der Kongregation von San Filippo Neri
- Bibliothek der Karmeliten von S. Simone di Perugia
- Bibliothek der Kongregation Missionis Domus Perusiae
- Bibliothek des Olivetaner-Klosters von Monte Morcino
- Bibliothek des Kollegium von San Salvatore
- Bibliothek der Karmeliten-Konvents von Santa Teresa

Die wichtigsten außerhalb der Stadt gelegenen religiösen Bibliotheksbestände:
- Bibliothek von San Pietro di Massa (von Costacciaro?)
- Bibliothek des Kappuziner-Konvents von San Francesco di Montone
- Bibliothek des Konvents von San Francesco di Deruta
- Bibliothek des Konvents von San Francesco di Corciano
- Bibliothek des Konvents von San Francesco di Costacciaro
- Bibliothek des Kollegiums der Regularkleriker von San Carlo (Fossombrone)
- Bibliothek des Kollegiums der Regularkleriker von San Carlo (Foligno)
- Bibliothek des Konvents von Sant’Antonio di Bettona

Die Sammlung enthält zahlreiche bibliografische Raritäten. Ihr Vorhandensein ist zum Teil auf die Ankäufe von Prospero Podiani zurückzuführen, einem raffinierten Bibliophilen und Sammler ausgewählter lateinischer und volkssprachlicher Werke in italienischen und ausländischen Ausgaben, sowie auf die Entwicklung der Klosterbibliotheken, die auch seltene Publikationen enthielten, die den Interessen einzelner religiöser Orden und der mit ihnen verbundenen Kultureinrichtungen entsprachen, darunter das Jesuitenkolleg und das Studium der Franziskaner in Monteripido.

### Fondo Fabretti
Ariodante Fabretti (* Perugia 1816; † Turin 1894), ein bedeutender perugianischer Gelehrter, Archäologe, Historiker und Linguist, war Direktor des Ägyptischen Museums in Turin und Ehrenmitglied der Accademia dei Lincei. Auch sein politisches Engagement war bemerkenswert: Patriot, Anhänger der Giovine Italia und der Carboneria, erster Abgeordneter der verfassungsgebenden Versammlung der römischen Republik, dann Senator des Königreichs Italien. Der Fabretti-Sammlung besteht aus seiner Privatbibliothek, die er der Gemeinde Perugia vermacht hat und die 3.777 Bände umfasst, von denen 1.054 antik sind. Darin überwiegen historische und archäologische Werke, die in einigen Fällen in verschiedenen, nach Themen geordneten Bänden zusammengefasst sind.

### Fondo Pompilj
Guido Pompilj (* Magione 1854; † Rom 1910), Politiker aus Magione (Perugia), mehrfacher Abgeordneter und Unterstaatssekretär im Außenministerium, zeichnete sich durch die Gründung eines Konsistoriums für die Renaturierung des Trasimenischen Sees aus, dass dessen Austrocknung durch Spekulanten verhinderte. In seinem Testament vermachte er der Gemeinde Perugia seine Bibliothek, die aus philosophischen und literarischen Werken bestand, die er durch den Erwerb der Sammlung des Universitätsprofessors Filippo Perfetti erhalten hatte, sowie aus Parlamentsakten und politischen Werken zum Verfassungs- und Völkerrecht, die er für seine persönlichen Interessen erworben hatte. Der Pompilj-Sammlung besteht aus 9.574 Bänden, von denen 1.610 Antik sind.

### Fondo Bonci
Lorenzo Bonci (* Pisa 1818; † Perugia 1898), ein berühmter Richter aus Pisa in seiner Wahlheimat Perugia, hinterließ seine Bibliothek, die auf juristische Publikationen spezialisiert war, aber auch reich an den literarischen Werken des toskanischen Dichters, Historikers und Arztes Lorenzo Pignotti (1739–1812), die er geerbt hatte. Sie besteht aus 3.019 Bänden, von denen 2.320 Antik sind.

### Fondo Morini
Adolfo Morini (* Cascia 1875; † Ivi 1950), aus Cascia (Perugia) war von Beruf Rechtsanwalt und Notar in seiner Stadt. Als ehemaliger ehrenamtlicher königlicher Inspektor für Ausgrabungen, Denkmäler und Kunstgegenstände der Gemeinde Cascia war er ein leidenschaftlicher Experte für lokale Geschichte und Hagiographie sowie für Archäologie und Rechtsprechung. Als Mitglied der Deputazione di Storia Patria per l’Umbria verfasste er Artikel und Monographien über die Geschichte der Region und seiner Stadt, über die lokale Hagiographie (insbesondere über die Heilige Rita von Cascia, den seligen Simone Fidati und das Eucharistie-Wunder von Cascia) und über verschiedene archäologische Funde im Valnerina. Seine Bibliothek und sein Privatarchiv wurden auf eigenen Wunsch an die Biblioteca Augusta in Perugia übertragen. Der Morini-Sammlung besteht aus etwa 2.000 Bänden, von denen 542 Antik sind. Darüber hinaus gibt es ein wertvolles Archiv mit Fotos und Dokumenten über Cascia und das obere Valnerina. Das Archiv (19.–20. Jahrhundert mit Vorläufern aus dem 13. und 14. Jahrhundert) besteht aus 46 Aktenordnern. Das Archiv wird derzeit vollständig inventarisiert.

### Fondo Cecchini
Giovanni Cecchini (* Offida-Ascoli Piceno 1897; † Perugia 1983), war von 1935 bis 1959 Direktor der Biblioteca Augusta. Im Jahr 1941 wurde ihm die Aufgabe übertragen, die neue Abteilung des Staatsarchivs in Perugia aufzubauen und zu leiten, die er bis 1959 ausübte. Während eines langen Zeitraums, der von besonderen historischen und politischen Ereignissen geprägt war, leitete Cecchini gleichzeitig das Staatsarchiv und die Stadtbibliothek. Außerdem war er von 1956 bis 1976 Präsident der Deputazione di storia patria per l'Umbria. Zu seinen wichtigsten Werken zählen Le biblioteche pubbliche degli enti locali, La Biblioteca Augusta del Comune di Perugia und zahlreiche Beiträge zum Bibliothekswesen, zur Archivwissenschaft, zur Buchgeschichte und zur Lokalgeschichte. Er hinterließ der Biblioteca Augusta rund 1.300 Bände, darunter Ausgaben von besonderem Interesse für die Lokalgeschichte und die Kunstgeschichte im Allgemeinen, 48 Aktenordner und 20 Zeitschriften. Das Archiv von Cecchini (1935–1959), bestehend aus 50 Gegenständen (48 Ordner und 2 Registerblätter), wurde zusammen mit seiner Bibliothek erhalten und verfügt über eine Liste mit Zusammenhängen, die aufgrund seines Interesses als Bibliothekar der Biblioteca Augusta von 1935 bis 1959 und als Direktor des Staatsarchivs von Perugia in den Jahren 1942–1967 durch ein Inventar und ein Namensverzeichnis ergänzt werden soll.

### Fondo Militare
Die Sammlung wurde in der Augusta aufgrund einer ministeriellen Bestimmung, die die Abschaffung der den Militärbezirken angegliederten Bibliotheken anordnete und sie öffentlichen Bibliotheken anvertraute, erhalten: Sie ist reich an Werken zu den verschiedenen Militärthemen, juristischen Werken und Gesetzessammlungen des italienischen Staates. Sie besteht aus etwa 3.200 Teilen, darunter Bände, Zeitschriften, Diverses und zahlreiche geografische Karten.

### Fondo Aldine
Sie umfasst Werke, die in Venedig von der Familie Manuzio (Aldo il Vecchio, mit oder ohne seinen Schwiegervater Andrea Torresano, Paolo, Aldo il Giovane) und von der Accademia Aldina im 16. Jahrhundert gedruckt wurden, während die vor 1500 von Aldo il Vecchio gedruckten Werke Teil der Incunaboli-Sammlung sind.
Es handelt sich um einen thematisch ausgerichtete Sammlung, die durch die Abtrennung dieser wertvollen Ausgaben (die von Anfang an von Bibliophilen gesammelt wurden) aus den verschiedenen Originalbeständen, zu denen sie innerhalb der Bibliothek gehörten, entstanden ist: Sie wurde, der Mode der Zeit entsprechend, zwischen dem Ende des 18. und dem Beginn des 19. Jahrhunderts von dem Augusta-Bibliothekar Luigi Canali (1759–1841) eingerichtet. Die Zahl der erhaltenen Bände beläuft sich auf etwa 650. Darunter befinden sich Werke von humanistischem Interesse, wobei klassische Werke, Grammatiken sowie lateinische und griechische Lexika überwiegen. Im Volksmund ist Eine seltene Ausgabe von Dantes Terze Rime (1501) ist in der Volkssprache vorhanden.

### Fondo Silvestri
Graf Ludovico Silvestri (* Rom 1915; † Perugia 1979) war ein leidenschaftlicher Literaturliebhaber und nach dem Krieg Inhaber des Antiquariats Bianchino dal Leone, eines bedeutenden Kulturzentrums, aus dem der Verlag Volumnia hervorging. Seine Leidenschaft für antike Bücher und Drucke führte dazu, dass er im Palazzo Ansidei eine regelrechte Spezialbibliothek mit wertvollen und seltenen bibliografischen Verzeichnissen aufbaute. Diese Sammlung, die 63 antike Bände umfasst, wurde von der Region Umbrien erworben und in einem besonderen Raum der Augusta-Bibliothek untergebracht, der nach Silvestri benannt wurde.

### Fondo Gurrieri
Der aus Syrakus stammende Ottorino Gurrieri (1905–1992) ließ sich als Kind in Perugia nieder und schloss dort ein Jurastudium ab. Er war Journalist und Kenner der lokalen Geschichte und Kunst. Er war jahrelang Präsident des Fremdenverkehrsvereins von Perugia und der Brigata degli Amici dell’Arte, Dozent an der Accademia di Belle Arti und ehrenamtlicher Inspektor für Denkmäler.
Die von ihm der Bibliothek geschenkten Sammlung umfasst rund 8.000 Bände, darunter zahlreiche Ausgaben, die für die Lokalgeschichte und die Kunstgeschichte im Allgemeinen von besonderem Interesse sind. Der Fonds wird derzeit katalogisiert. Mit den Büchern ging auch ein Teil der Dokumente seines Privatarchivs ein, die nun mit dem bereits im Staatsarchiv von Perugia vorhandenen Bestand zusammengeführt, neu geordnet und inventarisiert wurden.

### Fondo Rotelli
Die von Giammaria Rotelli (* Corciano 1757; † Corciano 1832) gestiftete Sammlung umfasst zahlreiche Broschüren zu kirchlichen Themen, die hauptsächlich Perugia betreffen und von seinen aus Corciano stammenden Brüdern Don Anastasio und Kardinal Luigi Rotelli (1833–1891) gesammelt wurden.

### Fondo Bruschi
Domenico Bruschi (* Perugia 1787; † Perugia 1863), war Professor für Medizin und Botanik an der Universität von Perugia, wo er den Botanischen Garten gründete. Die Bruschi-Sammlung wurde in der zweiten Hälfte des 19. Jahrhunderts in den Bibliotheksbestand der Biblioteca Augusta aufgenommen. Sie besteht aus 1.146 Schriftstücken in 124 Ordnern zu medizinischen, veterinärmedizinischen, pharmazeutischen und botanischen Themen, die hauptsächlich in der Zeit von 1700 bis 1850 veröffentlicht wurden, von denen 664 vor 1830 erschienen sind, mit einigen Ausgaben aus dem 16. und 17. Jahrhundert, vielen Auszügen oder Drucken von Artikeln, die in Fachzeitschriften veröffentlicht wurden.

### Fondo Marroni
Ettore Marroni (* Rom 1875; † Biella 1943), nannte sich als Journalist „Bergeret“ und schrieb für „Il mattino“ in Neapel und „La stampa“ in Turin. Er war ein leidenschaftlicher Büchersammler und besaß eine reiche Bibliothek, die um 1890 von der Gemeinde Perugia erworben wurde. Die ursprüngliche Sammlung wurde zerstückelt: Die Sammlung umfasst derzeit 263 verschiedene Bände, die aus gebundenen Broschüren bestehen und in zwei Serien unterteilt sind: eine literarische und eine medizinische und wissenschaftliche. Die Monographien wurden im Format der alten Sammlung untergebracht, allerdings mit dem Stempel der Marroni-Sammlung versehen.

### Fondo Blasi
1930 vermachte Virgilio Blasi (* Spello 1855; † Perugia 1930) der Augusta seine Bücher und verschiedene Sammlungen: Sammlungen von Münzen und Siegeln aus dem 18. und 19. Jahrhundert, Medaillen aus dem Risorgimento, Medaillen aus dem Ersten Weltkrieg und sogar Streichholzschachtelfiguren. Es wurde eine Liste von Konsistenzen erstellt.

### Fondo Guardabassi
Büchersammlung der Familie Guardabassi, deren berühmteste Vertreter der Patriot Francesco (* Perugia 1793; † Perugia 1871), sein Sohn, der Künstler und Kunsthistoriker Mariano (* Perugia 1823; † Perugia 1880) und sein Enkel, der Arzt, Schriftsteller und Patriot Mariano Guardabassi (* Perugia 1896; † Ivi 1952) waren.
Sie wurde der Biblioteca Augusta 2002 geschenkt und umfasst rund 6.000 Bände italienischer und ausländischer Literatur sowie Texte zu Geschichte, Philosophie und Religion. Mehrere Bände aus dem 16., 17. und 18. Jahrhundert sind Teil der Sammlung. Sie sind weder inventarisiert noch katalogisiert.

### Fondo Gatti
Die etwa 300 Bände, die 1995 von dem Rechtsanwalt Gerardo Gatti (* Perugia 1940; † Perugia 2015) gestiftet wurden, sind eine wertvolle Sammlung von Werken, die sich mit dem Bridgespiel befassen, darunter Texte in Englisch, Französisch und Italienisch.

### Fondo Lipinsky
Angelo Lipinsky (* Rom 1904; † Morlupo 1986) war ein Kunsthistoriker, der sich auf die Geschichte der Goldschmiedekunst und ihrer Technologien spezialisiert hat. Seine Bibliothek, die aus 1.000 Bänden, 805 verschiedenen Broschüren und etwa 400 Zeitschriften besteht, wurde von der Region Umbrien erworben und der Gemeinde Perugia als Leihgabe zur Verfügung gestellt. Alle Werke, die 2002 in die Biblioteca Augusta kamen, wurden inventarisiert und katalogisiert und sind im Online-Katalog aufgenommen. Es handelt sich um eine Sammlung kunsthistorischer Werke mit Texten in deutscher, französischer, englischer und italienischer Sprache, die sich mit der Goldschmiedekunst, der Ziselierung und den kleineren Künsten im Allgemeinen befassen.

### Fondo Schott

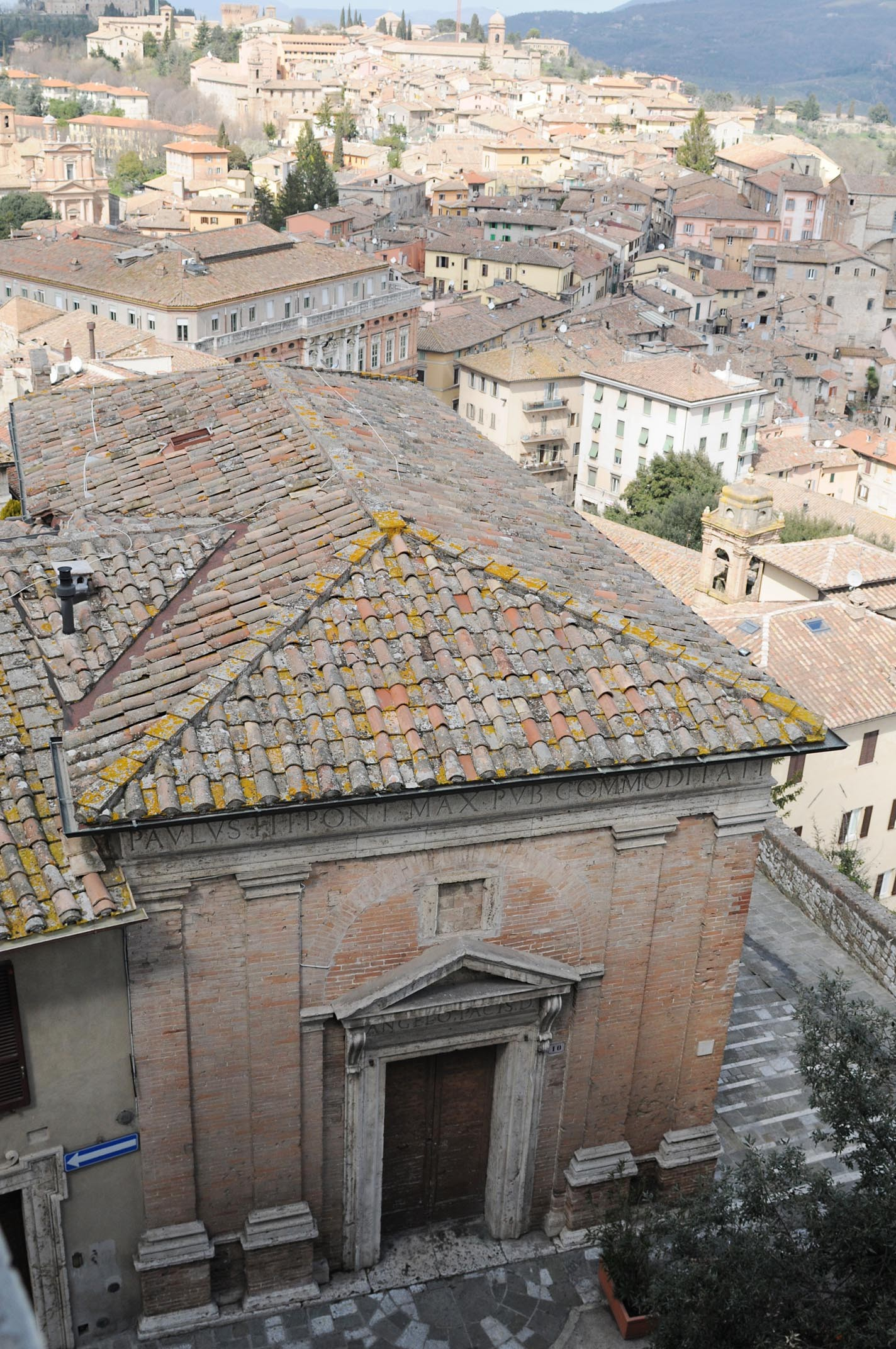
Fassade von Sant’Angelo della Pace in Porta Sole, heute 'Sala Binni' der Biblioteca Augusta in Perugia

Rolf Schott (* Mainz 1891; † Vatikanstadt 1977) war ein deutscher Kunsthistoriker und Schriftsteller, der mehr als vierzig Jahre lang in Rom lebte und dort starb. Im Jahr 2009 wurden seine Bibliothek und ein großer Teil seines Privatarchivs von seinen Erben der Biblioteca Augusta geschenkt. Die Sammlung besteht aus Fotografien, Arbeitspapieren, hand- und maschinengeschriebenen Entwürfen und einer umfangreichen Korrespondenz. Darüber hinaus gibt es etwa 800 Texte, darunter 69 alte, meist deutschsprachige Bücher zu Kunst, Literatur, Philosophie und Religion, die die moderne und zeitgenössische deutsche und internationale Kultur dokumentieren.
Neben der Büchersammlung befindet sich das Privatarchiv (ca. 1880–1990), das aus 96 Akten besteht. Es ist ein Beispiel für ein modernes Archiv, das nicht nur aus Autographen, Briefen und Korrespondenz, Diplomen, Zeugnissen, sondern auch aus Zeitungsausschnitten, Plakaten, Postkarten, Fotos und Audio-/Videoaufnahmen besteht.

### Fondo Pizzoni
Don Canzio Pizzoni (* Narni 1885; † Perugia 1969), war Priester und Förderer der modernistischen Bewegung zur Erneuerung der katholischen Kirche: Seine zunächst abgelehnten Ideen erfuhren während des Zweiten Vatikanischen Konzils eine erhebliche Unterstützung.
Seine Sammlung kam 1970 in die Biblioteca Augusta.
Neben der Büchersammlung wurde ein großer Teil des Privatarchivs (ca. 1880–1970), bestehend aus 17 Ordner, erhalten. Ein größerer Teil wird jedoch im Staatsarchiv von Perugia aufbewahrt. Es besteht aus Korrespondenz, Zeitungsausschnitten, Notizen, Kommentaren und Plakaten, einigen Briefen des damaligen Kardinals Giovanni Battista Montini, Don Luigi Piastrelli, Don Primo Mazzolari und verschiedener politischer und kultureller Persönlichkeiten aus der Mitte des 20. Jahrhunderts, darunter Aldo Moro, sowie dem Gesamtarchiv von Monsignore Giovanni Battista Rosa mit Briefen von Pius X.

### Fondo Sereni
Die italienische Schriftstellerin und Journalistin Clara Sereni (* Rom 1946; † Zürich 2018) schenkte ihre Bibliothek im Jahr 2008 der Biblioteca Augusta.
Sie besteht aus rund 3.000 Büchern, in denen die italienische und ausländische Frauenliteratur ausführlich behandelt wird, es gibt viele Bände, die von der Kultur, Literatur und Geschichte des jüdischen Volkes zeugen, und natürlich haben rund hundert Titel Clara selbst oder andere Mitglieder der Familie Sereni als Autoren.
Die Sammlung wurde nicht als Ganzes belassen, sondern als aktiver Beitrag zu den Sammlungen der Bibliotheken Perugias betrachtet, welche die für die jeweilige Sammlung geeignetsten Werke auswählten. Mehr als 950 Werke mit Erzählungen gingen an die Bibliothek Sandro Penna in San Sisto, besondere und wertvolle Werke der Küchenliteratur wurden von der Bibliothek Villa Urbani ausgewählt.
Alles andere befindet sich in der Bibliotheca Augusta. Die Texte sind oft mit Exlibris der Familie Sereni und Widmungen von Autoren oder Übersetzern geschmückt, darunter die von Pietro Ingrao, Miriam Mafai, Vittorio Foa, Susanna Tamaro, Francesca Sanvitale und Giorgio Napolitano.

### Fondo Binni
Walter Binni (* Perugia 1913; † Rom 1997) war ein italienischer Literaturkritiker und Politiker. Seit 1936 war er zusammen mit Aldo Capitini ein antifaschistischer Liberalsozialist. 1946 war er Abgeordneter der PSIUP in der Verfassunggebenden Versammlung. Seit 1948 lehrt er an der Universität und wendet seine historisch-kritische Methode auf das Studium der Poetik an.
Er war einer der führenden Gelehrten der Poetik und Poesie von Giacomo Leopardi. Seine Bibliothek wurde vor kurzem der Region Umbrien geschenkt, die Sammlung besteht aus etwa 15.000 Bänden und wurde in der Augusta der Öffentlichkeit zur Verfügung gestellt.
Mit dieser Übertragung wird der Tradition der Schenkung einer Privatbibliothek an die Stadt Perugia, die in der Biblioteca Augusta aufbewahrt wird, ein hoher gesellschaftlicher Wert verliehen.

## Service
Die von der Biblioteca Augusta und den anderen Bibliotheken des Systems angebotenen Dienstleistungen werden auf den institutionellen Seiten beschrieben. Die Bibliothek ist Teil des Bibliothekssystems von Perugia, das es den Mitgliedern ermöglicht, mit einem einzigen Abonnement die Dienstleistungen aller Bibliotheken der Stadt in Anspruch zu nehmen.